# Il était un petit navire
Il était un petit navire es una opéra-comique (satire lyrique) en 3 escenas con música de Germaine Tailleferre y libreto de Henri Jeanson. El título es el de una canción popular, Il était un petit navire ("Había una vez un barquito chiquitito"). Se estrenó el 9 de marzo de 1951 en la Opéra-Comique de París.
Esta ópera es la versión extendida de la ópera en un acto Le Marin de Bolivar de los mismos autores, estrenada antes de la Segunda Guerra Mundial. La escritura de Il était un petit navire le llevó varios años, estando Tailleferre en los Estados Unidos, y siguiendo la rima de Henri Jeanson.
El estreno en el Teatro Nacional de la Opéra-Comique, bajo la dirección de Pierre Dervaux, fue ocasión de una motín, que hizo hablar de un «naufragio del navío pequeñito». El texto del libreto, que atacaba al gusto burgués, clientes de la opéra-comique, el color político del libretista, opuesto a aquella de los críticos, y sobre todo los importantes cortes por el director de la orquesta, se han señalado como circunstancias que explicasen el fracaso de la ópera. 
Tailleferre sacó de la partitura numerosas piezas para piano solo. Numerosos años después, ella intentó reconstruir de memoria las partes cortadas de la partitura.